# Algemene verkiezingen in Liberia (1971)

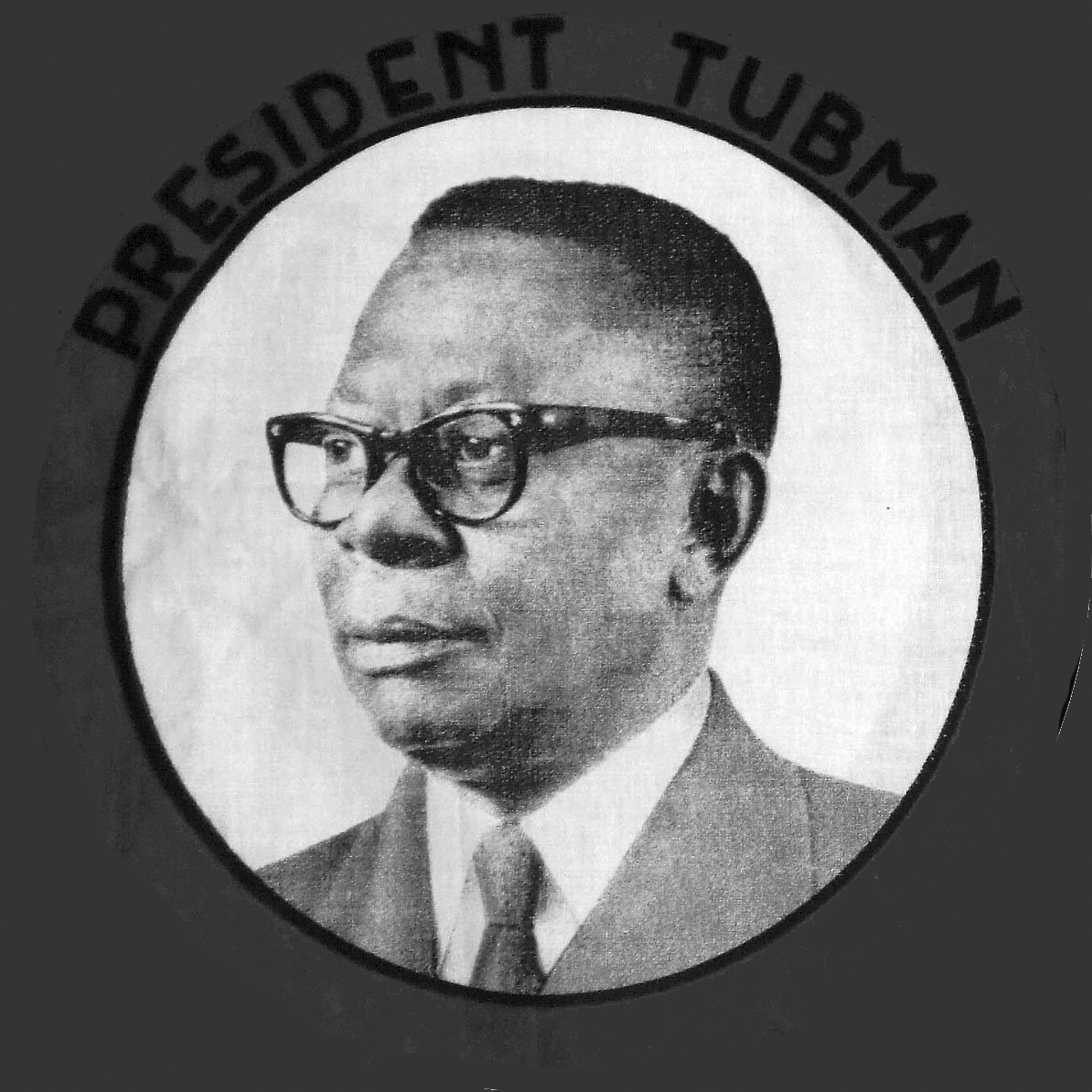
President William Tubman werd op 4 mei 1971 herkozen.

De algemene verkiezingen in Liberia van 1971 vonden plaats op 4 mei van dat jaar. William Tubman werd voor de zevende keer op rij tot president gekozen. Tubman was overigens de enige kandidaat. Ook zijn vicepresident, William Tolbert werd zonder tegenkandidaat herkozen. Naast presidentsverkiezingen vonden er ook parlementsverkiezingen plaats, hierover ontbreken de exacte cijfers. Wel is bekend dat alle zetels in het Huis van Afgevaardigden werden gewonnen door de True Whig Party, de de facto enige partij in het land sinds 1883.

## Presidentsverkiezingen
| Kandidaat                       | Kandidaat           | Partij          | Stemmen | %      |
| ------------------------------- | ------------------- | --------------- | ------- | ------ |
|                                 | William V.S. Tubman | True Whig Party | 714.005 | 100,00 |
| Tegen                           |                     |                 |         |        |
| Totaal                          | Totaal              | Totaal          | 714.005 | 100,00 |
|                                 |                     |                 |         |        |
| Geregistreerde kiezers/ opkomst |                     |                 |         |        |

William V.S. Tubman: 714.005 stemmen
Tegen: —

## Parlementsverkiezingen
Verkiezingen voor het Huis van Afgevaardigden:
| Partij                            | Partij          | Zetels | %      |
| --------------------------------- | --------------- | ------ | ------ |
|                                   | True Whig Party | 52     | 100,00 |
| Totaal                            | Totaal          | 52     | 100,00 |
|                                   |                 |        |        |
| Geldige stemmen                   | Geldige stemmen |        | 95,00  |
| Ongeldige stemmen/ blanco stemmen |                 |        |        |
| Geregistreerde kiezers/ opkomst   |                 |        |        |

## Nasleep
President Tubman overleed in juli 1971 op 75-jarige leeftijd. Hij werd als staatshoofd opgevolgd door zijn vicepresident, William Tolbert, die - overeenkomstig de wet - het resterende deel van het termijn van Tubman mag uitdienen.